# Vénus et Adonis (Titien, Rome)
Pour les articles homonymes, voir Vénus et Adonis.
Vénus et Adonis est une peinture à l'huile sur toile réalisée en 1560 par Titien, peintre vénitien de la Renaissance.
Le tableau est conservé à la galerie nationale d'Art ancien, dans le palais Barberini de Rome.

## Description
Le jeune Adonis, coiffé d'un curieux chapeau de chasse à visière, laisse Vénus désespérée se tordre pour tenter de le retenir. L'appel de la chasse est plus fort que l'Amour qui, on le voit sur la gauche sous la forme de Cupidon, dort paisiblement. C'est l'aube, mais le ciel très nuageux semble présager le drame qui va bientôt avoir lieu.

## Sujet
Le sujet est tiré d'Ovide et raconte le mythe d'Adonis qui, amoureux de Vénus, finira par être tué par un sanglier. Titien en a réalisé plusieurs versions, dont la première est conservée au Prado de Madrid.
Titien a sa propre interprétation personnelle du mythe : c'est Adonis qui quitte Vénus pour aller à sa perte : c'est le cas de l'homme qui rencontre la divinité : seul le malheur peut en découler.

## Histoire du tableau
Cette version conservée à Rome présente une histoire assez complexe, qui peut être reconstituée à travers les inventaires des collections qui l'ont possédée au fil du temps. Selon Friedrich Müller, la toile a été réalisée pour l'empereur Charles Quint et conservée à Prague ; par la suite, Gustave II Adolphe de Suède l'a emmenée avec lui à Stockholm. Lorsque la reine Christine abdique, en 1654, le tableau la suit à Rome.
À la mort de Christine en 1689, le cardinal Decio Azzolino hérite de ses biens, mais la mort subite du prélat entraîne la dispersion de la collection. Pompeo Azzolino, petit-fils du cardinal, puis Livio Odescalchi devinrent d'abord propriétaires du tableau : l'œuvre est ensuite achetée par le régent Philippe d'Orléans puis par le tsar Paul Ier de Russie.
De Saint-Pétersbourg, le tableau retourne en Italie grâce au marchand vénitien Pietro Concolo et a ensuite été acheté pour le compte du prince Giovanni Torlonia. À partir de 1862, il a été acquis à la collection du palais Barberini.

## Autres versions

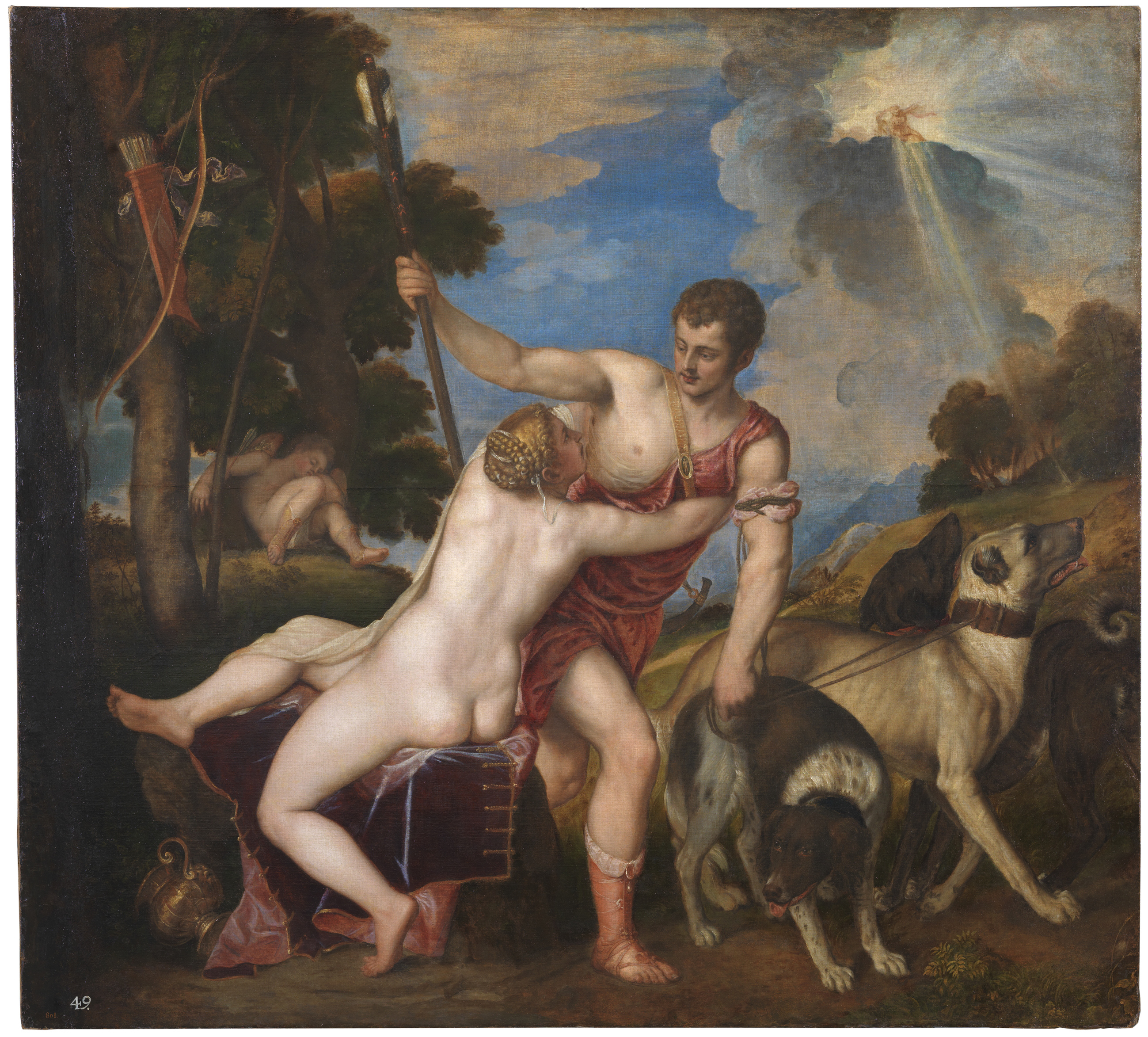
Vénus et Adonis, version de 1553, Madrid, musée du Prado.
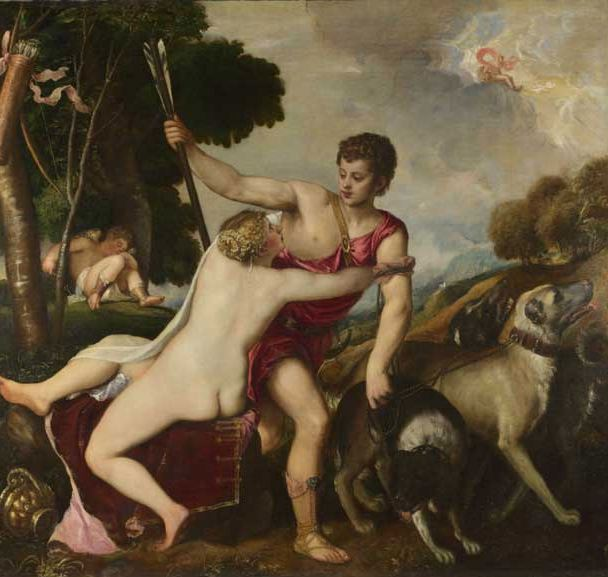
Version de 1555, Londres, National Gallery.
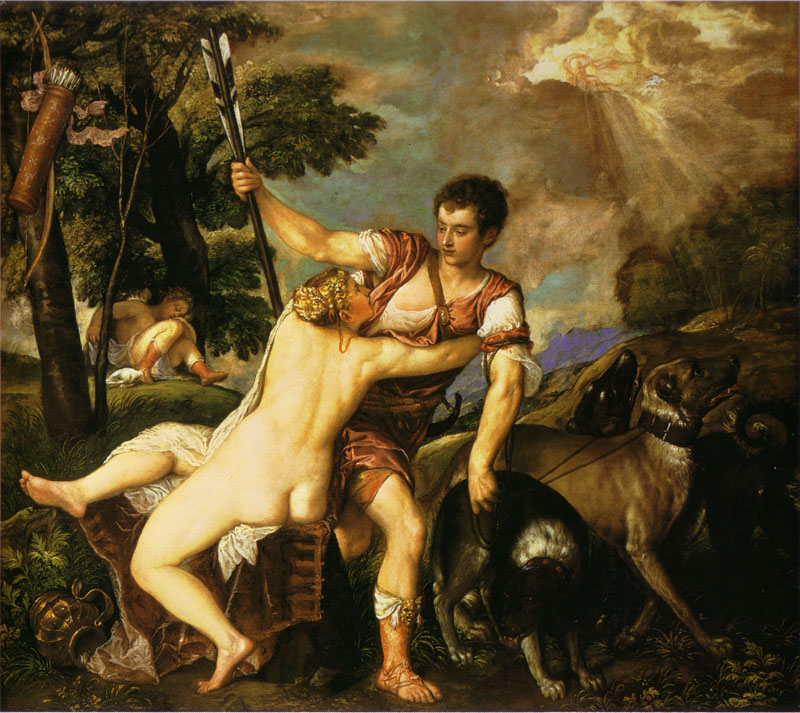
Version de 1560, collection privée, temp. Oxford, Ashmolean Museum
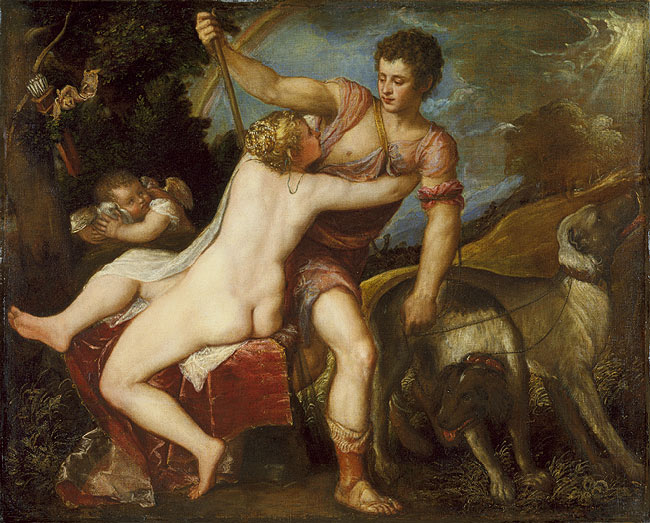
Version de 1560, New York, Metropolitan Museum of Art.
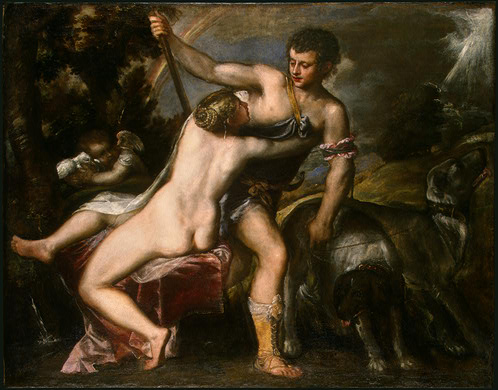
Version de 1560, Washington, National Gallery of Art.

## Articles associés
- Titien
- Adonis (mythologie)
- Charles V de Habsbourg